# Mauricio Daza
Mauricio Antonio Daza Carrasco (Providencia, 21 de marzo de 1972) es un abogado y columnista chileno. Desde julio de 2021 y hasta julio del 2022 se desempeñó como convencional constituyente representando al 28° distrito, correspondiente a la Región de Magallanes y Antártica Chilena.

## Vida personal
Nació en Providencia (Santiago de Chile) el 21 de marzo de 1972. Es hijo de Sergio Hernán Daza González y de Delia Liliana Carrasco Gaspp. Está casado con la abogada Valentina Araceli Horvath Gutiérrez.

## Estudios y vida laboral
Estudió Derecho en la Universidad Central de Chile. Posteriormente cursó el programa de Magíster en Derecho de la Universidad de Chile. Obtuvo el grado de Magíster en Derecho Penal y Procesal Penal de la Universidad Diego Portales.Posee también un postgrado en litigación penal de la Washington College of Law, perteneciente a la American University . Además cursó el programa de Máster en Razonamiento Probatorio impartido por la  Universidad de Gerona y la Universidad de Génova

Se ha desempeñado laboralmente en el ejercicio libre de la profesión de abogado, logrando notoriedad en calidad de querellante en casos vinculados al financiamiento de la política: Penta, Corpesca, Cascadas y SQM.En ese contexto se establecieron condenas de presidio efectivo  por delitos de fraude al fisco y soborno en contra del exsenador por la region de Tarapacá, Jaime Orpis, y en contra de la exdiputada por la misma región, Marta Isasi, además de una condena por soborno en contra de la empresa Corpesca.
En el ámbito penal, Daza además fue abogado de la familia de la menor Nataly Arias quien fue violada y asesinada en la Región de Aysen, causando un gran impacto a nivel regional y nacional, obteniendo una condena de presidio perpetuo contra el responsable. También asumió la representación de un grupo de imputados en el denominado "Caso Bombas" obteniendo el año 2013 la absolución de todos ellos. El año 2015 representó al entonces senador Carlos Bianchi Chelech en una causa por fraude al fisco, donde obtuvo su absolución en juicio oral, confirmado por la Corte de Apelaciones de Punta Arenas. El año 2017 Daza asumió la presentación de más de un centenar de víctimas de los mayores incendios forestales registrados en Chile, y que se extendieron entre las regiones de O´Higgins y del Maule, logrando la prisión preventiva de altos ejecutivos de la empresa de distribución eléctrica CGE junto con indemnizaciones para sus representados.  El año 2024 obtuvo el sobreseimiento definitivo de la editora del medio "El Ciudadano", Josefa Barraza, en una querella por injurias presentada por la exdiputada Andrea Molina. 

Se ha destacado además en el ámbito ambiental, donde fue parte del comité técnico que propuso el texto final de la ley sobre Tribunales Ambientales, el cual fue finalmente aprobado. Además trabajó activamente junto al senador Antonio Horvath diversas causas ambientales de notoriedad pública en defensa del medio ambiente y comunidades, dentro de las que destaca el proceso que paralizó el proyecto de aluminio "Alumysa" que se iba a realizar en la Región de Aysen, y el mega proyecto eléctrico "Hidroaysen", entre otros. También ha trabajado con organizaciones de la sociedad civil e indígenas para la defensa del medio ambiente en los salares de Llamara, Maricunga y Atacama. Es abogado querellante en la primera acción por el delito de "elusión ambiental" que entró en vigencia en Chile el 2023, donde se investiga la actuación de compañías de extracción de áridos en la rivera del rio Maipo, en la Región Metropolitana. Además representa a comunidades en recursos ante los Tribunales Ambientales en contra del denominado "Proyecto Blanco" que se pretende desarrollar en la Región de Atacama para la extracción de litio. 
Ejerció como asesor legislativo en el Senado de la República entre los años 2010 y 2021, trabajando activamente con comités independientes, interviniendo especialmente en propuestas de proyectos de ley e indicaciones a proyectos en materia penal, ambiental y constitucional. 

Entre los años 2007 y 2010 se desempeñó como secretario técnico del Instituto de Investigaciones Agropecuarias INIA, centrando su trabajo en la protección jurídica de las variedades vegetales desarrolladas por dicha entidad pública además de la identificación, registro y resguardo jurídico del patrimonio genético vegetal de Chile, que forma parte de las funciones asignadas al Instituto. También participó activamente en la definición y contenidos de diversos proyectos de investigación, desarrollo e innovación (I+D+I) llevados adelante por el Instituto en conjunto con entidades públicas y privadas.  
También ha litigado causas laborales de notoriedad pública. El año 2014 representó a la Federación de Funcionarios del Ministerio Público junto a la Agrupacion Nacional de Empleados Fiscales (ANEF) ante la Organización Internacional del Trabajo reclamando la vulneración sistemática de la Fiscalía Nacional de los derechos de funcionarios y trabajadores.  Finamente el Organismo Internacional señaló al Estado medidas para evitar el incumplimiento de los Convenios 87, 89 y 151 de la OIT en protección de funcionarios y trabajadores del sector público. Además representó a un ejecutivo joven que fue hostigado hasta renunciar a la empresa BTG Pactual Chile S.A. después que su jefetaura directa se enterara de su diagnóstico de VIH, obteniendo una sentencia que marcó un precedente en favor de trabajadores que sufren de discriminación y acoso. Daza representó al ex subdirector jurídico del Servicio de Impuestos Internos, Chistian Vargas, en una demanda por tutela laboral presentada por vulneración de derechos fundamentales con ocasión del despido que sufrió después de haber impulsado desde su cargo las causas que terminaron revelando una red de financiamiento ilícito a un grupo transversal de dirigentes políticos y partidos por parte de grandes grupos económicos, especialmente Penta y SQM. En esa demanda se sostuvo que, a pesar de haber desarrollado durante 20 años un carrera impecable al interior del Servicio, fue desvinculado de forma abrupta y sin justificación legal como represalia al trabajo que realizó en dichas causas. Después de un intenso proceso judicial, el Servicio de Impuestos Internos indemnizó a Vargas por el despido y emitió una declaración donde reconoció su trayectoria al interior de la institución. Además Daza es abogado de distintas asociaciones de funcionarios públicos y de sindicatos de trabajadores, entre los que destaca el Sindicato de Trabajadores de Chuquicamata de la empresa pública chilena CODELCO.
Daza además ha logrado notoriedad pública como panelista en distintos programas de televisión, como por ejemplo el espacio Mentiras verdaderas en La Red. Fue uno de los conductores del programa Tiempos Violentos y además participa semanalmente en el espacio Stock Disponible junto al periodista Fredy Stock, ambos en el canal de televisión por cable Vía X, con alto impacto en YouTube y en redes sociales
Durante el estallido social de 2019, Daza participó como abogado en causas relacionadas con violaciones a los derechos humanos ocurridas durante la protesta social en defensa de las víctimas de la represión policial y militar.

## Trayectoria política y pública
Es independiente. En las elecciones del 15 y 16 de mayo de 2021 se presentó como candidato por el 28° distrito (Región de Magallanes y Antártica Chilena) en calidad de independiente y como parte de la lista denominada «Regionalismo Ciudadano Independiente». Obtuvo la primera mayoría con 6.188 votos correspondientes a un 11,38 % del total de sufragios válidamente emitidos. Fue una de las primeras mayorías proporcionales a nivel nacional en la elección de constituyentes. 

### Convencional constituyente
Sus áreas de interés se centran en constituir una “República democrática, plurinacional, diversa, con un Estado que se organiza de forma descentralizada", de tal manera que actúe de forma activa para resguardar los derechos sociales fundamentales. También propone impulsar un sistema electoral en el que participen de forma igualitaria representantes de partidos políticos e independientes. En materia de poder legislativo propone un sistema unicameral de representación política.
En la sesión de instalación de la Convención Constitucional su nombre fue presentado como candidato a la vicepresidencia de la mesa directiva del organismo, recibiendo 4 votos en la primera ronda de votación, sin resultar electo.
En el proceso de discusión de los reglamentos de la Convención participó en la Comisión de Reglamento. Posteriormente, se incorporó a la Comisión Temática de Sistema de Justicia, Órganos Autónomos de Control y Reforma Constitucional. Finalmente fue elegido para integrar la Comisión de Armonización que estuvo a cargo de la redaccón del texto final de la propuesta de Nueva Constitución. El 8 de septiembre de 2021 anunció su incorporación al colectivo Independientes por una Nueva Constitución.

## Historial electoral

### Elecciones de convencionales constituyentes de 2021
- Elecciones de convencionales constituyentes de 2021, para convencional constituyente por el distrito 28 (Antártica, Cabo de Hornos, Laguna Blanca, Natales, Porvenir, Primavera, Punta Arenas, Río Verde, San Gregorio, Timaukel, Torres del Paine)[10]

| Candidato                    | Pacto                                | Partido | Votos | %    | Resultados   |
| ---------------------------- | ------------------------------------ | ------- | ----- | ---- | ------------ |
| Mauricio Daza Carrasco       | Regionalismo Ciudadano Independiente | Ind     | 6188  | 11.3 | Convencional |
| Elisa Giustinianovich Campos | Coordinadora Social de Magallanes    | Ind     | 4259  | 7.8  | Convencional |
| Rodrigo Álvarez Zenteno      | Vamos por Chile                      | UDI     | 4197  | 7.7  | Convencional |
| Javiera Morales Alvarado     | Apruebo Dignidad                     | Ind     | 3029  | 5.5  |              |
| Andrea Pivcevic Cortese      | Magallánicos No Neutrales            | Ind     | 2695  | 4.9  |              |
| Daniella Panicucci Herrera   | Apruebo Dignidad                     | Ind     | 2452  | 4.5  |              |